# Saison NBA 2025-2026
Navigation
Saison 2024-2025 Saison 2026-2027
La saison NBA 2025-2026 est la 80e saison de la National Basketball Association. La saison régulière commence le 21 octobre 2025 et se termine le 12 avril 2026. Le NBA All-Star Game 2026 se tient à l'Intuit Dome d'Ingelwood, du 13 février 2026 au 15 février 2026.

## Calendrier des événements de la saison
- Pré-saison du 4 au 15 octobre 2025 : Matchs amicaux
- 21 octobre 2025 : début de la saison régulière.
- 13 et 16 décembre 2025 : NBA Cup 2025.
- 13 février 2026 au 15 février 2026 : NBA All-Star Game 2026 à l'Intuit Dome d'Ingelwood.
- 12 avril 2026 : fin de la saison régulière.
- 14 avril au 17 avril 2026 : Play-In Tournament.
- 19 avril au 22 juin : Playoffs

## Transactions

### Draft
La draft 2025 de la NBA se tient sur deux jours. Le premier tour se déroule le 25 juin 2025 au Barclays Center de Brooklyn, et le second tour le 26 juin 2025 au studio ESPN de South Street Seaport à Manhattan. C'est Cooper Flagg qui est sélectionné en tant que premier choix.

### Période d'agents libres
La période de signatures d'agents libres revient à sa date initiale du 1er juillet 2025.

### Changements d’entraîneur
| Avant la saison      | Avant la saison         | Avant la saison   |
| Équipe               | Ancien entraîneur       | Nouvel entraîneur |
| -------------------- | ----------------------- | ----------------- |
| Nuggets de Denver    | David Adelman (intérim) | David Adelman     |
| Grizzlies de Memphis | Tuomas Iisalo (intérim) | Tuomas Iisalo     |
| New Yorks Knicks     | Tom Thibodeau           | Mike Brown        |
| Phoenix Suns         | Mike Budenholzer        | Jordan Ott        |
| Kings de Sacramento  | Doug Christie (intérim) | Doug Christie     |
| San Antonio Spurs    | Gregg Popovich          | Mitch Johnson     |